# Estação Ferroviária de Aveiro

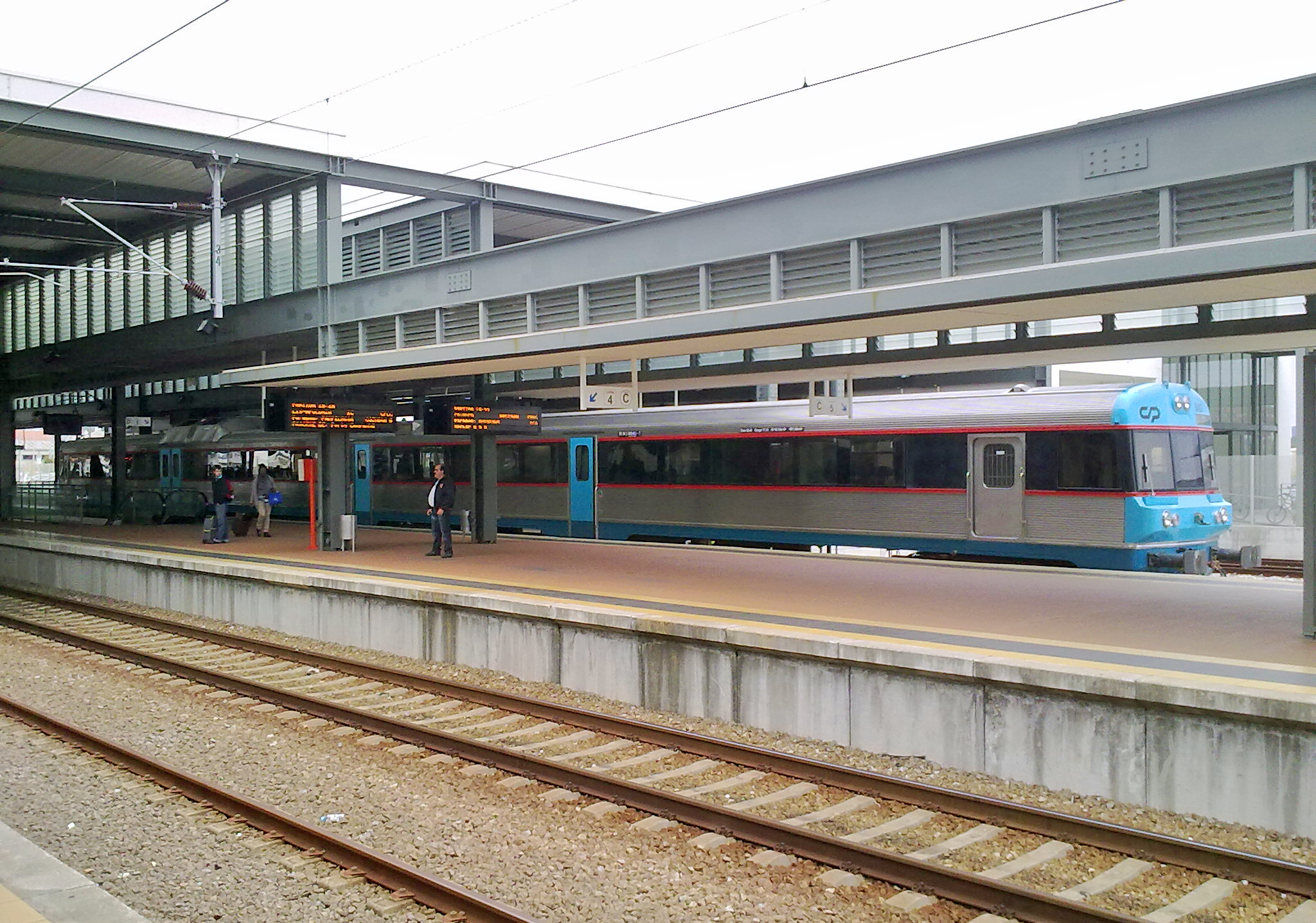
Serviço CP Regional em Aveiro (edifício novo), em 2010.

A Estação Ferroviária de Aveiro é uma interface da Linha do Norte, que funciona como entroncamento com o Ramal de Aveiro, e que serve a localidade de Aveiro, em Portugal. Embora os planos originais da Linha do Norte não incluíssem a construção de uma gare que servisse Aveiro, o traçado da linha foi modificado devido à influência do deputado José Estêvão Coelho de Magalhães. A estação foi inaugurada em 10 de Abril de 1864. Em 8 de Setembro de 1911, entrou ao serviço o troço de Albergaria-a-Velha a Aveiro, como parte da rede ferroviária do Vouga, e em 1916 foi inaugurado o novo edifício da estação de Aveiro. Em 1913, entrou ao serviço o Ramal do Canal de São Roque, e em 1932 foi inaugurado o Ramal de Aveiro-Mar. A via férrea foi adaptada a tracção eléctrica em 1964. A estação é uma das mais importantes da Linha do Norte, servindo o grande centro urbano de Aveiro.

## Descrição

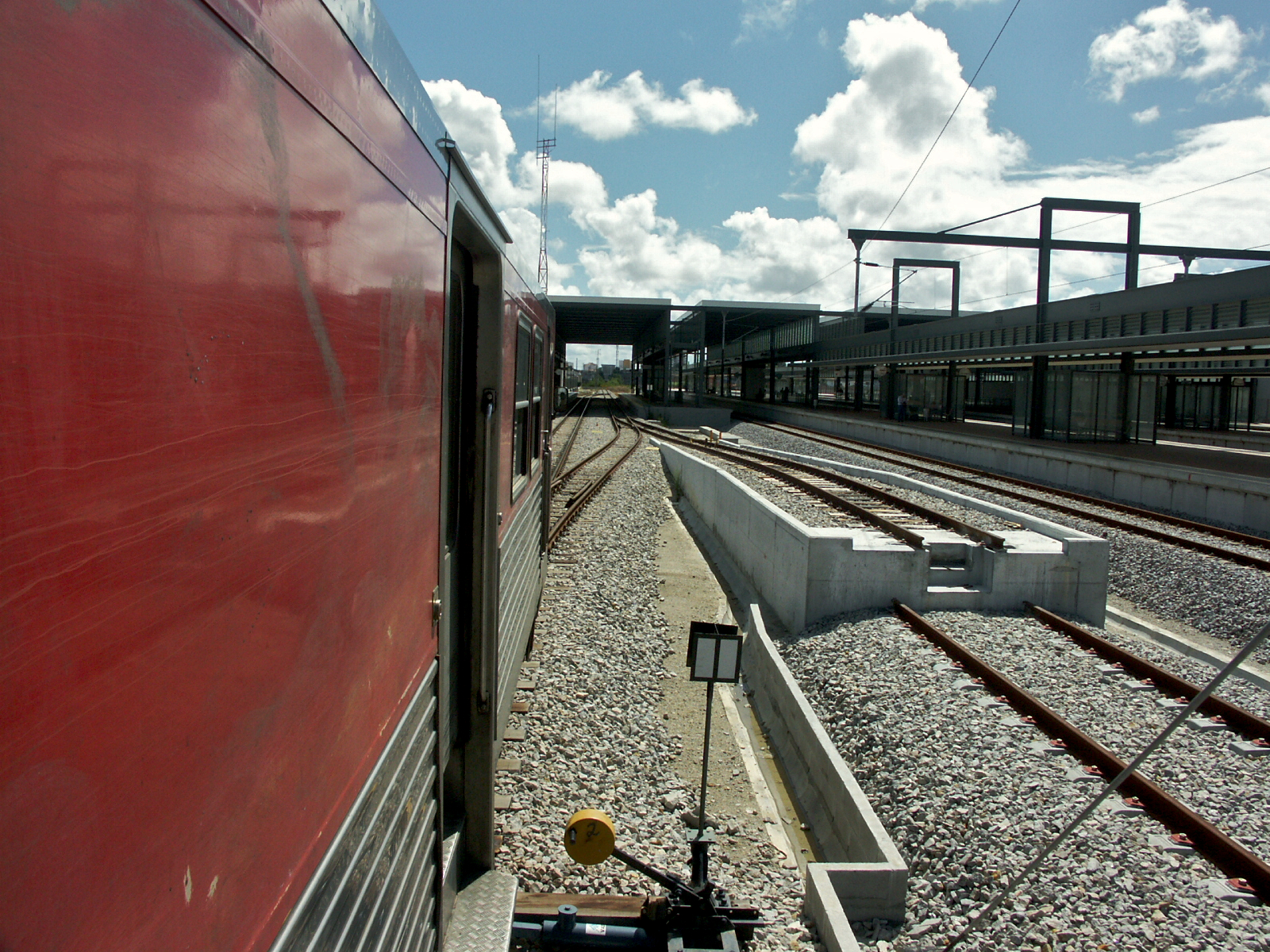
Feixe de vias na Estação de Aveiro em 2006, vendo-se um ponto de transbordo entre bitola ibérica e bitola métrica.

### Localização e acessos
A estação situa-se junto à cidade de Aveiro, em frente ao Largo da Estação dos Caminhos de Ferro.

### Infraestrutura
Em Outubro de 2004, a estação de Aveiro tinha tipologia B, de acordo com a Rede Ferroviária Nacional; em 2021 esta havia já sido elevada para A. Segundo o Directório da Rede 2012, publicado pela Rede Ferroviária Nacional em 6 de Janeiro de 2011, a estação de Aveiro possuía cinco vias de circulação, com 440 a 760 m de comprimento, enquanto que todas as gares tinham 321 m de extensão, e 90 cm de altura. A superfície dos carris (plano de rolamento) da estação ferroviária de Aveiro ao PK 34+600 da Linha do Vouga situa-se à altitude de 1284 cm acima do nível médio das águas do mar.

#### Inserção na Linha do Vouga
|  |  |  |

|  |  |  |

|  |  |  |

|  |  |  |

|  |  |  |

|  |  |  |

|  |  |  |

|  |  |  |

|  |  |  |

|  |  |  |

 O ponto fulcral da Linha do Vouga é a estação de Sernada, onde a linha oriunda de Aveiro se bifurca — seguindo para Viseu, à direita, e para Espinho, à esquerda. No entanto, desde a fase de planeamento (década de 1890) até 1992, a nomenclatura das linhas contrariava a sua topologia, designado-se o trajeto Espinho-Viseu (incl. infleção em Sernada) como Linha do Vouga, sendo o segmento remanescente (Aveiro-Sernada) identificado como Ramal de Aveiro. Só em 1992 foi esta nomenclatura retificada, passando a designar-se Linha do Vouga o trajeto contínuo Espinho-Aveiro, ficando o restante segmento, Viseu-Sernada (entretanto extinto em 1990), com o nome Ramal de Viseu; no entanto, a igualmente já extinta Linha do Dão (S.C.Dão-Viseu) foi também integrada sob esta nóvel designação.

#### Azulejos e arquitectura

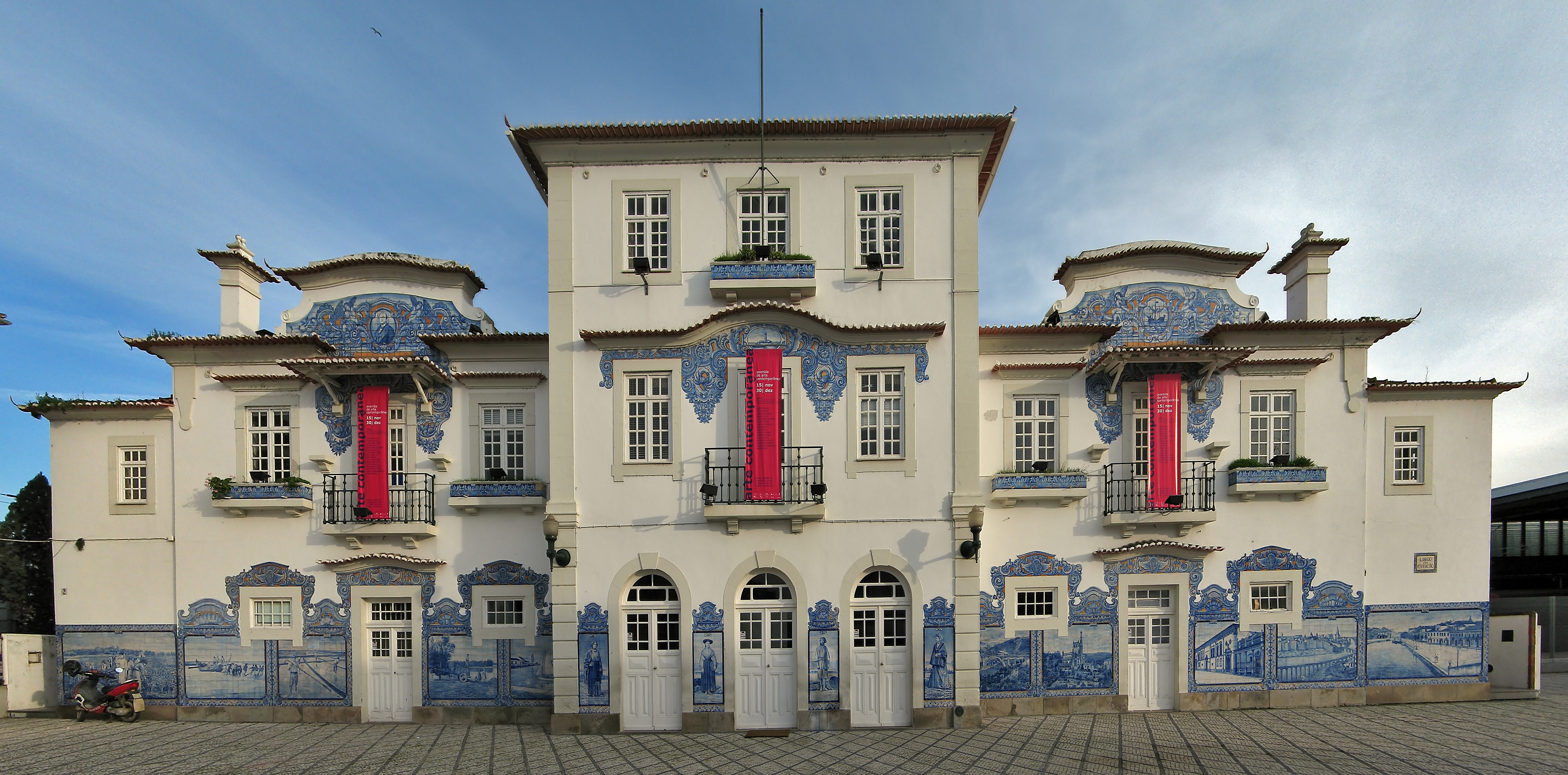
Fachada do antigo edifício, em 2007.

O antigo edifício apresenta uma fachada totalmente decorada de azulejos policromados, em tons azuis e amarelos, que representam várias cenas ferroviárias, naturais e de cultura e actividades tradicionais. O edifício é composto por três secções: uma parte central, de três pisos, que inclui três portas amplas ao nível do solo, e dois laterais simétricos, com dois pisos, contendo uma porta e dois postigos de secção rectangular. Foi construída no estilo tradicional português, assumindo-se como um exemplo, a nível regional, do estilo denominado Casa Portuguesa.

##### Painéis de azulejos

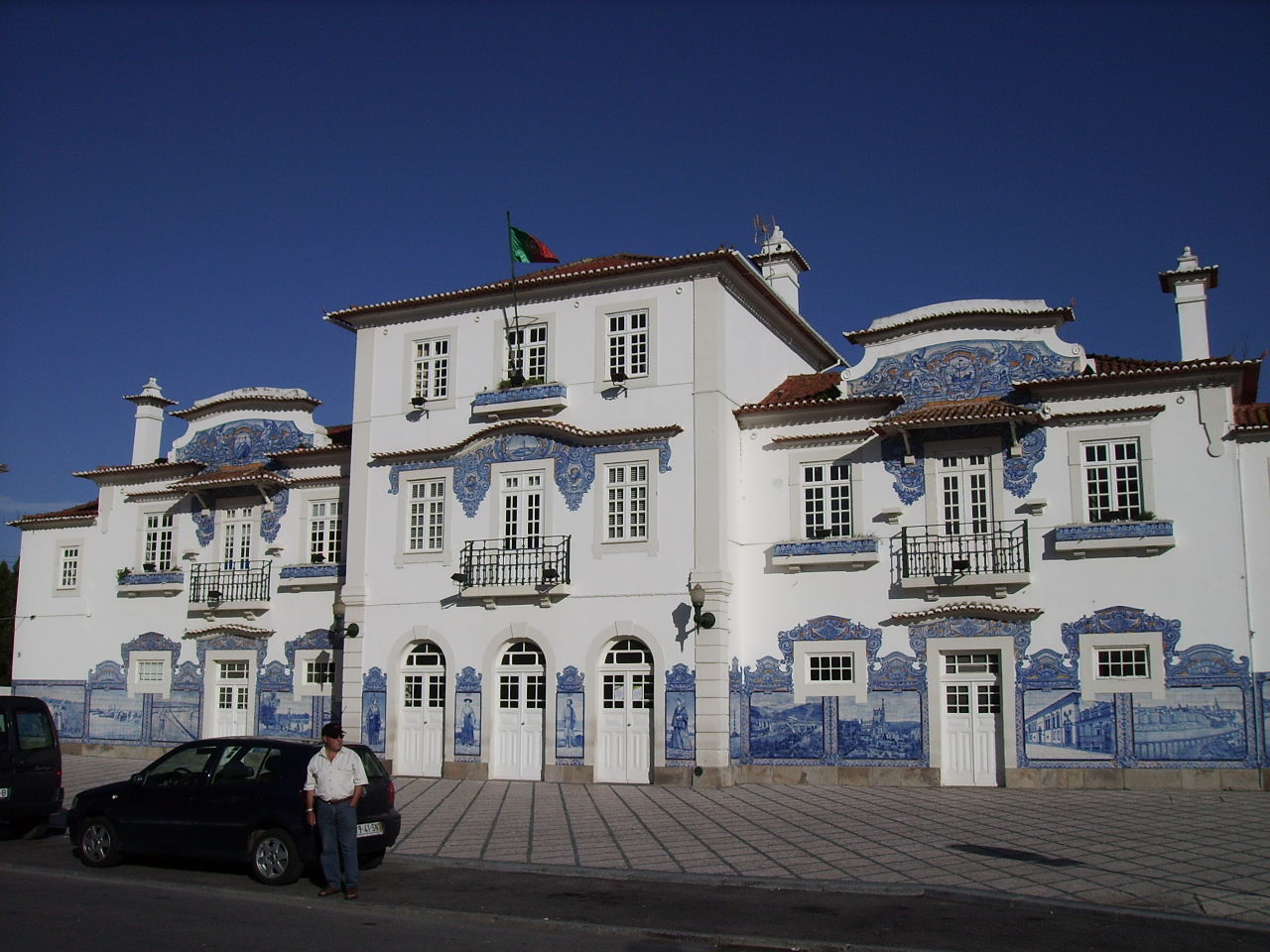
Fachada Oeste da antiga estação

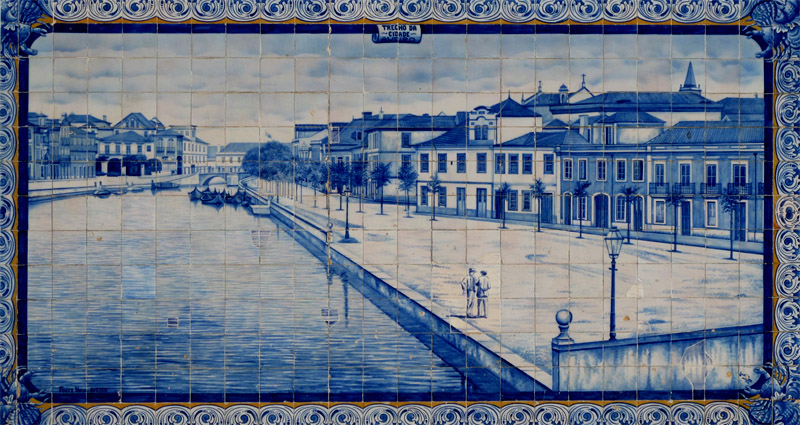
Painel "Trecho da cidade - Aveiro"

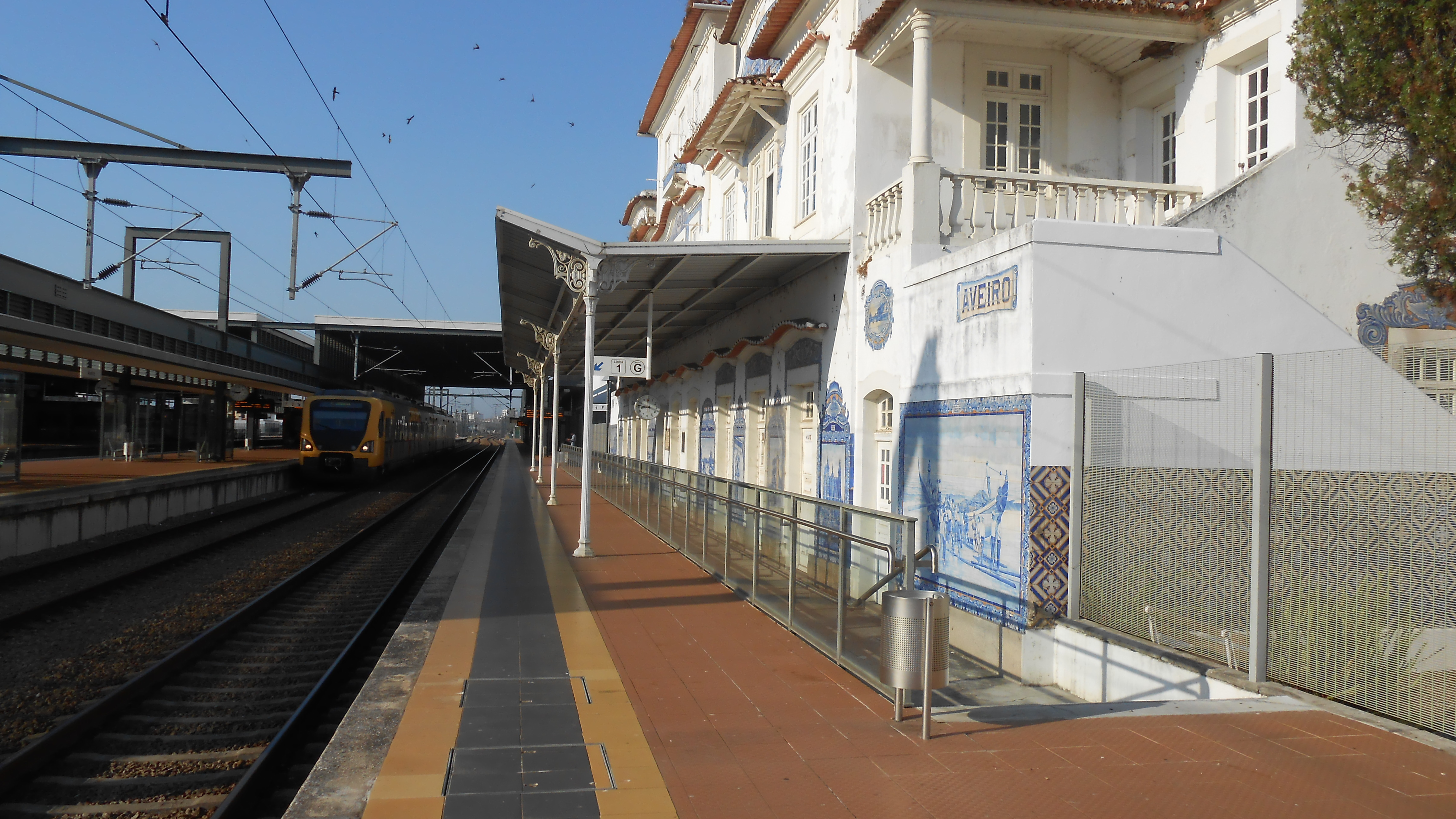
Fachada Este da antiga estação

| Fachada Oeste (rua): - Medalhão de D. José de Salamanca y Mayol - Medalhão com embarcação - Medalhão com o Farol da Barra - Vindimas em Anadia - Chegada d’um Barco de Pesca – S. Jacinto - Marinhas de Sal de Aveiro - Margens do Rio Vouga - Trecho da Ria de Aveiro - Entrada do Jardim – Aveiro - Tricana em 1916 – Aveiro - A Peixeira – Aveiro - O Pescador – Aveiro - Tricana em 1870 – Aveiro - Farol da Barra – Aveiro - Ponte do Poço de S. Thiago - Valle do Vouga - Palace Hotel Bussaco - Museu Regional – Aveiro - Aveiro nos princípios do Século XVIII - Trecho da cidade – Aveiro |  | Fachada Este (gare): - Trecho do Vouga - Pórtico da Capela do Senhor das Barrocas - Mosteiro de Alcobaça - Castelo de Santa Maria da Feira - Saída para o mar d’um barco de pesca (Furadouro) - Trecho da Ria de Aveiro - Buçaco – Monumento da Batalha - Castelo de Almourol - Igreja da Misericórdia de Aveiro - Medalhão do Manuel Firmino - Armas da Cidade - Ponte da Rata – Eirol - Costa Nova do Prado - Painel comemorativo dos 75 anos da Linha do Vouga Fachada dos Sanitários: - Canal Central da Ria de Aveiro - Palheiros da Costa Nova do Prado |

### Serviços
Em dados de 2022, esta interface é servida por comboios de passageiros da C.P.: Na Linha do Norte  (via larga), são dos tipos suburbano (Porto-Aveiro), inter-regional, inter-cidades, e Alfa Pendular. Na Linha do Vouga  (via estreita), são de tipo regional, com onze circulações diárias em cada sentido, entre Aveiro e Sernada do Vouga (três destas encurtadas a Águeda ou a Macinhata do Vouga).

## História

### Século XIX

#### Antecedentes e primeiros projectos
Antes da chegada dos caminhos de ferro, a cidade de Aveiro tinha grandes problemas de comunicações, especialmente em termos de vias terrestres, existindo apenas uma estrada, construída nos finais do reinado de D. Maria I, enquanto que as restantes vias não passavam de carreiros.
Numa carta de 10 de Outubro de 1844, Benjamim de Oliveira propôs ao seu primo, o Conde de Tojal, então Ministro da Fazenda, a construção de uma linha férrea entre Lisboa e o Porto, com passagem por Santarém, Leiria, Coimbra e Aveiro. As tentativas de Benjamim de Oliveira para trazer o comboio para Portugal foram anuladas com a formação em 1844 da Companhia das Obras Públicas, que também tinha entre os seus objectivos a construção de caminhos de ferro, mas esta empresa foi posteriormente dissolvida na sequência da instabilidade política.

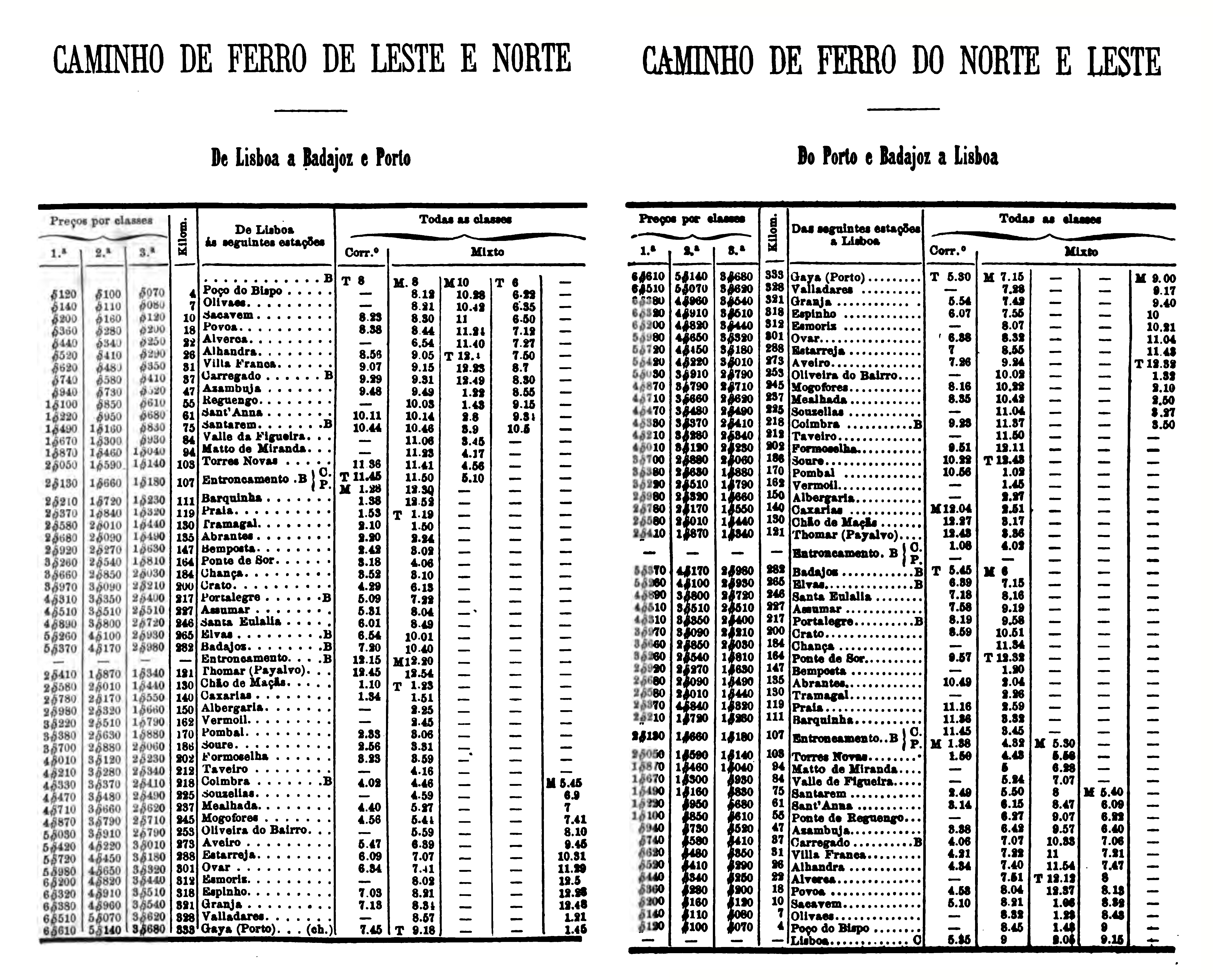
Horários das Linhas do Norte e do Leste em 1876

#### Planeamento e construção
Com o advento da Regeneração, em 1851, Fontes Pereira de Melo iniciou um ambicioso programa de obras públicas para desenvolver o país, no qual os transportes públicos desempenharam um papel essencial; assim, foram retomadas as iniciativas para a construção de caminhos de ferro, cuja prioridade era ligar Lisboa ao Porto e a Espanha. Um decreto de 30 de Agosto de 1852 autorizou o governo a construir uma linha, originalmente denominada de Caminho de Ferro do Norte, que deveria sair do Caminho de Ferro do Leste, de Lisboa à fronteira, e terminar no Porto; em 9 de Novembro desse ano, uma portaria enunciou as instruções para uma comissão que seria encarregada de estudar o percurso da linha. Foram avançadas duas hipóteses para o percurso entre Coimbra e o Porto, uma passando pela bacia de Aveiro, e outra circulando pelo interior, servindo outras povoações importantes do distrito. Em 1856, o engenheiro Wattier foi encarregado pelo governo de estudar o traçado geral das linhas do Norte e do Leste, enquanto que os engenheiros Francisco Maria de Sousa Brandão e John Rennie deviam ser responsáveis por analisar a fundo o percurso entre Coimbra e o Porto. Wattier analisou as duas opções possíveis para o percurso a Norte de Coimbra, tendo apontado que, caso a linha fosse servir Aveiro, o melhor traçado seria ao longo do vale do Rio Cértima, atravessando depois o Rio Vouga perto de Angeja e dirigindo até Vila Nova de Gaia por Estarreja e Ovar. No entanto, o percurso estudado por Wattier não fazia a linha passar directamente por Aveiro. Se por outro lado fosse escolhido um caminho mais anterior, a linha podia partir de Avelãs de Caminho e seguir a estrada real por Albergaria, Oliveira de Azeméis e Grijó, descendo depois até ao Rio Douro pelo vale de Avintes. Wattier preferia a primeira opção, pelo litoral, devido aos menores custos de construção, e porque deixava a linha em melhores condições de servir as docas do Porto e os futuros prolongamentos até ao Alto Douro e à Galiza.
Entretanto, em 28 de Outubro de 1856 foi inaugurado o primeiro lanço de via férrea em Portugal, de Lisboa ao Carregado. Entre 1859 e 1860, a Companhia Real dos Caminhos de Ferro Portugueses foi contratada pelo governo para construir as duas linhas até ao Porto e à fronteira. Quando o projecto foi apresentado ao governo, foi aprovado depois de terem sido feitas várias modificações, como na terceira secção da Linha do Norte, onde o percurso da via férrea entre Coimbra e o Rio Vouga foi alterado de forma a passar mais perto de Aveiro. Esta modificação foi conseguida por influência do deputado José Estêvão Coelho de Magalhães, que pretendia que a cidade fosse servida pelo caminho de ferro. Em Novembro de 1876, Sousa Brandão criticou o traçado da Linha do Norte, em especial o facto de se ter abandonado o projecto original de Wattier entre Estarreja e Mogofores, seguindo pelo Cértima A Companhia Real propôs uma alteração no projecto, de forma a aproximar a via férrea de Aveiro, que ficaria a cerca de um quilómetro de distância, e evitar os pântanos de Fermentelos e Frossos, que foi aprovada pelo Conselho de Obras Públicas em 25 de Janeiro de 1861. O parecer do Conselho descreve que esta modificação alongava a Linha do Norte em alguns quilómetros, mas traria grandes vantagens técnicas e económicas, por servir melhor a cidade de Aveiro e o seu porto, e recomendava a Companhia Real a aproximar ainda mais a linha da cidade, de forma a ficar a uma distância de apenas 500 metros, alteração que seria fácil de fazer devido às condições do terreno. Por outro lado, o engenheiro Sousa Brandão criticou o novo traçado, considerando superior o antigo projecto de Wattier, que fazia a linha circular directamente entre Estarreja e Mogofores pelo Cértima: «desde Estarreja a Mogofores, deixou o vale do Cértima, para procurar Aveiro, aumentando o seu desenvolvimento em 7 quilómetros, além de maior extensão de rampas importantes.».
Em Agosto de 1861 principiaram as obras de via e em princípios de 1862 começou-se a construir o edifício, situado do lado poente da via (lado esquerdo do sentido ascendente, para Porto-Campanhã). A construção da via férrea na zona de Aveiro foi muito difícil, devido à natureza pantanosa dos terrenos, tendo sido por várias vezes sido necessário reconstruir os aterros, que se afundavam logo após serem concluídos. A estação foi inaugurada junto com o troço entre Estarreja e Taveiro da Linha do Norte, em 10 de Abril de 1864, pela Companhia Real dos Caminhos de Ferro Portugueses. Em 16 de Maio do mesmo ano, os restos mortais de José Estêvão foram transportados de caminho de ferro até ao cemitério de Aveiro.

#### Década de 1890
Em 1891, a Companhia Real vendia bilhetes especiais para banhos no mercado espanhol, sendo Aveiro um dos destinos promovidos. Em 18 de Novembro de 1891, o Rei D. Carlos e a Rainha D. Amélia viajaram de Lisboa para o Porto para uma visita ao Norte de Portugal, tendo o comboio real parado na estação de Aveiro durante cerca de meia hora.
Em 1893, previa-se que fosse pedida a concessão para um caminho de ferro do tipo americano, ligando a estação de Aveiro à cidade.

### Século XX

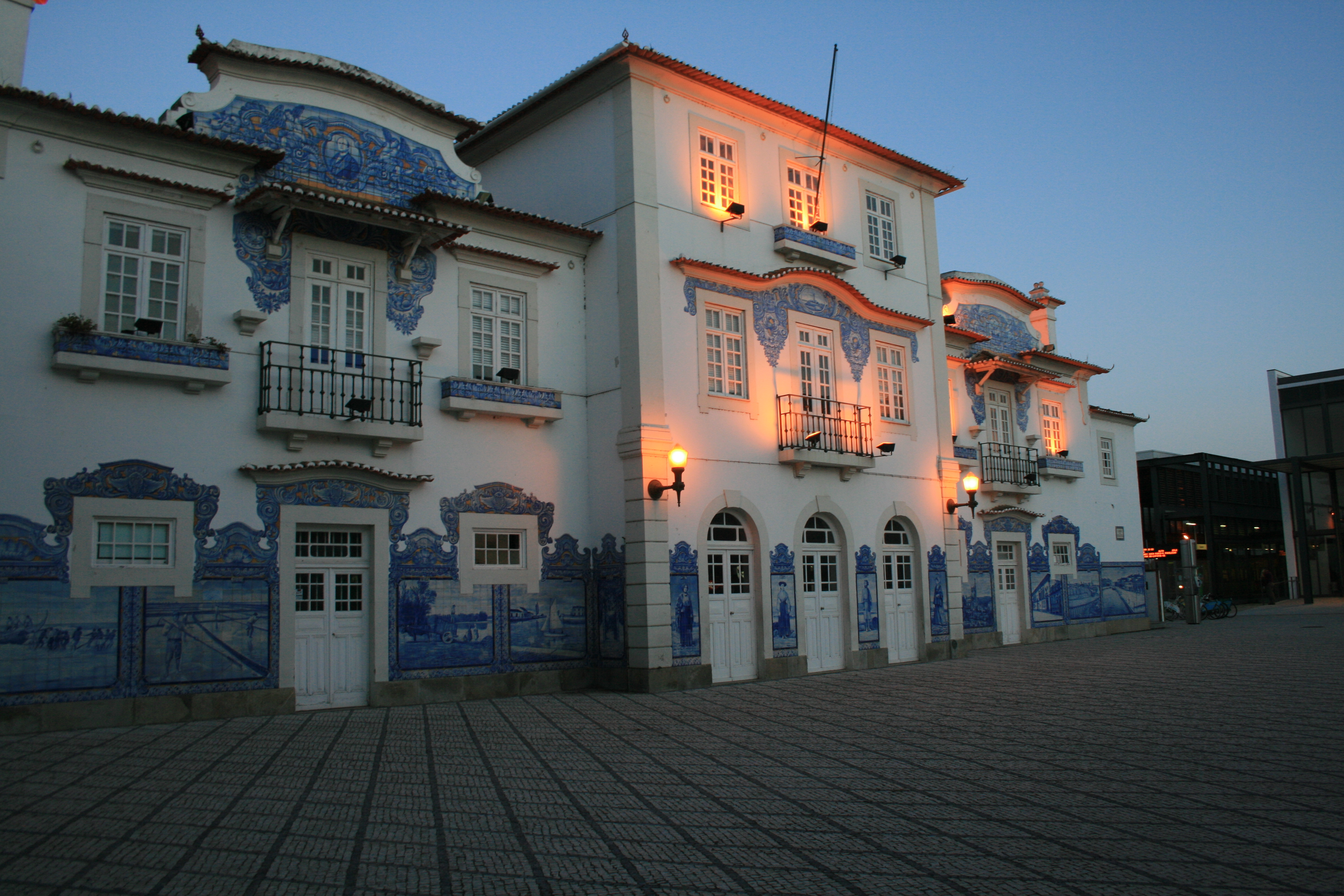
Aspeto do edifício construído em 1916, aqui quase cem anos depois.

#### Décadas de 1900 e 1910

##### Construção do novo edifício
Originalmente, a estação estava instalada num edifício pequeno e simples, que nos princípios do século XX já se tinha tornado insuficiente para o movimento de passageiros e mercadorias, o que levou à sua ampliação entre 1915 e 1916. Em Fevereiro de 1916, as obras estavam muito adiantadas, e em Abril podiam-se considerar quase terminadas. O novo edifício foi construído no estilo tradicional português, tendo sido enfeitado em 1916 com vários painéis de azulejos, seguindo a tendência que se verificava nessa altura para decorar as gares ferroviárias. Esta intervenção foi levada a cabo por Licínio Pinto e Francisco Pereira, utilizando azulejos da Fábrica Fonte Nova. Porém, a remodelação foi envolta em polémica, uma vez que o plano original incluía os retratos de José Estevão e Manuel Firmino, lado a lado, pelo que decidiu-se retratar apenas este último e D. José de Salamanca y Mayol, que possuía a concessão das obras na Linha do Norte.
Entretanto, a via férrea foi duplicada de Estarreja a Aveiro em 17 de Maio de 1907, e em Setembro de 1913 entrou ao serviço o Ramal do Canal de São Roque. Também em 1913, a estação tinha carreiras de diligências até à vila de Aveiro, Eixo, Cova da Areia, Esgueira, Ílhavo, Vagos, Verdemilho e Arouca.

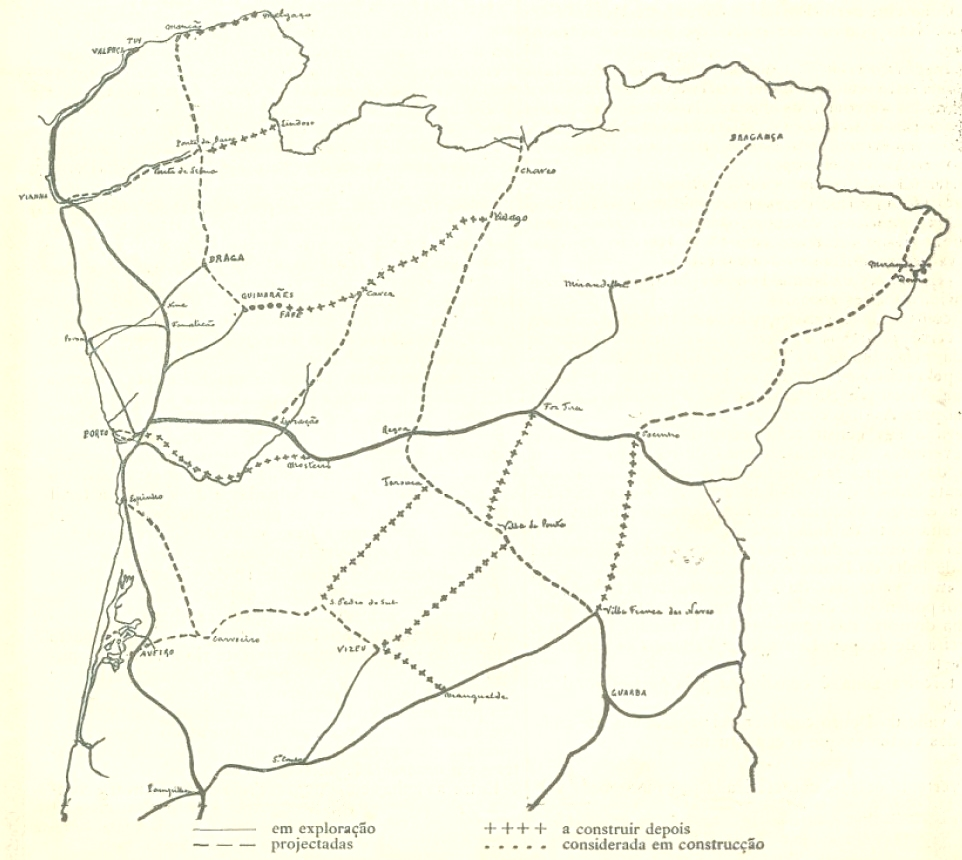
Mapa da Rede Complementar ao Norte do Mondego, decretada em 1900, onde se pode ver o projecto da rede ferroviária do Vouga, que nessa altura tinha o seu ponto de bifurcação no Carvoeiro.

##### Ligação à rede do Vouga
Por alvarás de 11 de Julho de 1889 e 23 de Maio de 1901, Francisco Pereira Palha foi autorizado a construir um caminho de ferro de via estreita entre Torredeita, na Linha do Dão, e Espinho, na Linha do Norte, com um ramal para Aveiro; o projecto foi aprovado em 30 de Outubro de 1903, e a concessão foi passada para a Compagnie Française pour la Construction et Exploitation des Chemins de Fer à l'Étranger por um decreto de 17 de Março de 1906. O traçado foi posteriormente alterado, e em 8 de Setembro de 1911 entrou ao serviço o troço desde esta estação até Albergaria-a-Velha (à época indicado como PK 34+600). Quando foi planeado o troço da rede ferroviária do Vouga até aqui, ficou programado que a gare da Linha do Norte, em bitola ibérica, iria ficar comum a ambas as linhas, não estando também previstos quaisquer ramais até à Ria de Aveiro.
Após a inauguração do Ramal de Aveiro, verificou-se porém que o transporte de sal e outras mercadorias desde a margem até à estação se fazia com muita dificuldade, num percurso de quase dois quilómetros em carros de bois, pelo que em 1912 entrou ao serviço um ramal até à ria. O Decreto 12 682, de 15 de Novembro de 1926, adicionou ao plano ferroviário do Norte do Mondego duas vias férreas a sair da estação de Aveiro; a primeira seria até Cantanhede, constituindo a continuação do Ramal de Aveiro, e a segunda iria até ao Canal de São Roque.
Num artigo na Gazeta dos Caminhos de Ferro em 1956, o jornalista José da Guerra Maio criticou a forma como as gares de via estreita foram integradas na estação de Aveiro, uma vez que ficaram demasiado longe das plataformas de via larga, pelo que os passageiros que quisessem mudar de comboio tinham de atravessar várias vias de resguardo.

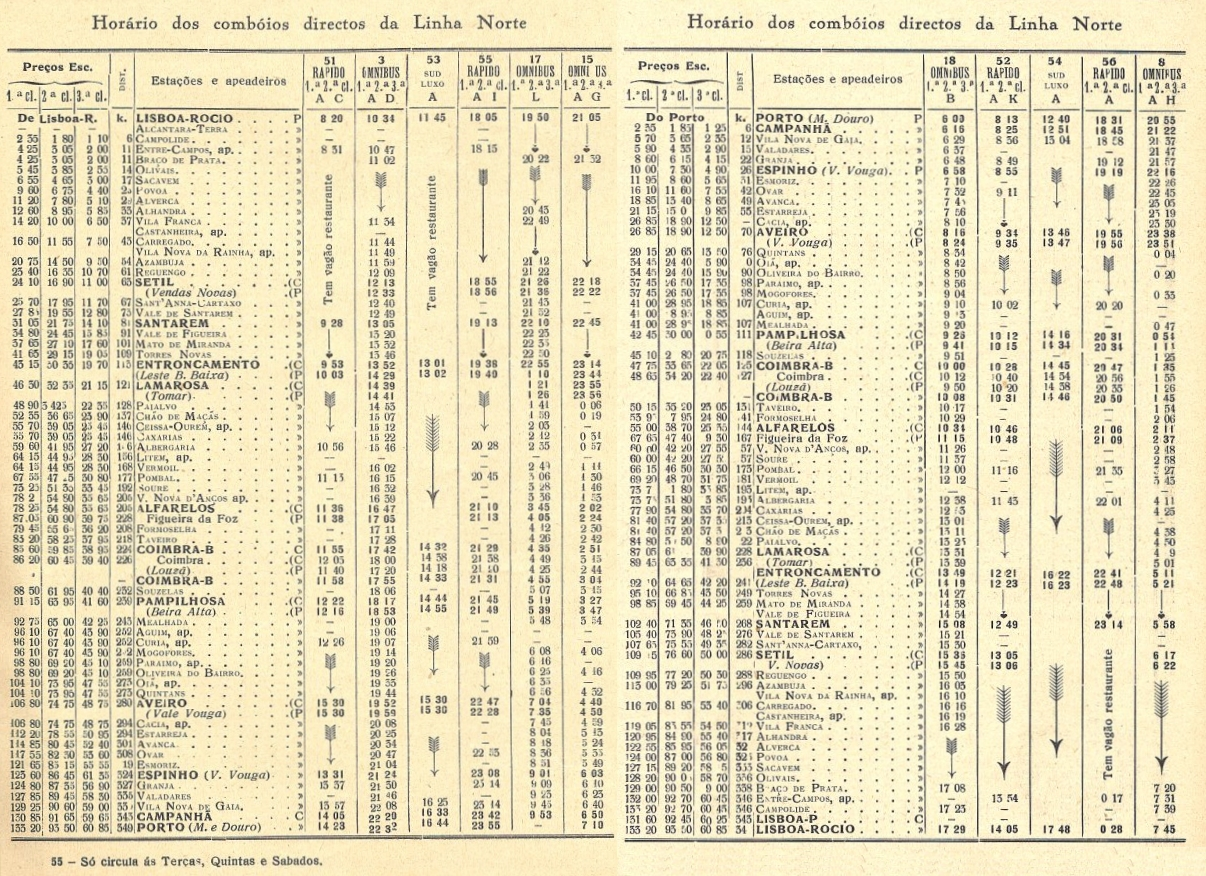
Horário da Linha do Norte em 1933

#### Décadas de 1920 a 1940
Em Dezembro de 1928, já se tinham iniciadas as obras de duplicação da via entre Oliveira do Bairro e Aveiro. A via dupla foi instalada entre Aveiro e Oliveira do Bairro em 30 de Maio de 1930.
Em 3 de Outubro de 1932, iniciaram-se oficialmente as obras de construção da barra de Aveiro, tendo sido instalado um ramal para o transporte de pedra, especificamente grés vermelho de Eirol e granito de Vila Chã; este ramal tinha o seu princípio na Estação de Aveiro, curvando depois na direcção do Canal de São Roque, onde a pedra era transferida para barcos. Foi inaugurado em 25 de Outubro desse ano. Também em 1932, a Companhia dos Caminhos de Ferro Portugueses instalou um dormitório para o pessoal de serviço, com capacidade para doze camas. Por seu turno, a Companhia do Vouga ampliou as suas vias, de forma a facilitar o serviço no Ramal do Canal de São Roque. Em 1936, esta empresa construiu um novo cais, para transbordo entre as Linhas do Vouga e do Norte. Em Abril de 1932, estava a ser pedida com urgência a construção da linha entre Aveiro e Cantanhede. Em 1934, a Companhia dos Caminhos de Ferro Portugueses construiu um dormitório nesta estação.
Em 1 de Dezembro de 1940 decorreu uma viagem especial entre Espinho e Aveiro, para experimentar uma nova automotora que tinha sido recentemente construída pela Companhia do Vouga. Também nesse ano, a C. P. electrificou a toma de água na estação de Aveiro.

#### Décadas de 1950 e 1960
Em 1953, a estação de Aveiro fazia parte do horário dos comboios Foguete, que ligavam Lisboa ao Porto.
No final da década de 1930, já se previa que, caso o programa de electrificação das linhas suburbanas de Lisboa fosse bem sucedido, posteriormente também se adaptaria à tracção eléctrica a rede suburbana do Porto, de Aveiro até Braga. Em Junho de 1955, a Gazeta dos Caminhos de Ferro noticiou que já se tinham iniciado as obras para a electrificação do lanço de Lisboa até ao Entroncamento, e que posteriormente se iniciariam as segunda e terceira fases da electrificação, correspondentes aos troços do Entroncamento até Aveiro e deste ponto até ao Porto. O troço entre Quintans e Esmoriz foi electrificado em Novembro de 1964.
A electrificação da via férrea fazia parte de um programa de modernização da Linha do Norte, onde também se incluiu a instalação de novos equipamentos de sinalização e controlo de tráfego; no lanço entre Vermoil, o bloco automático foi instalado por companhias francesas, enquanto que de Aveiro a Gaia foi utilizada tecnologia alemã. Em 7 de Dezembro de 1967, foram concluídas as obras de instalação dos novos equipamentos de sinalização entre Coimbra e Pampilhosa, permitindo a circulação dos comboios com bloco automático até Aveiro.
Num artigo na Gazeta dos Caminhos de Ferro de 1 de Outubro de 1955, reportou-se que a estação de Aveiro era uma das que tinham mais ramais particulares em território nacional, contando com seis ramais, que receberam mais de 1 000 vagões, totalizando 26 188 toneladas.

#### Décadas de 1970 e 1980
Em 1972, foi encerrado o troço entre Sernada do Vouga e Viseu, tendo uma linha de autocarros sido criada em 1975 no percurso de Aveiro a Viseu.
Em 1986, a estação foi novamente remodelada, na ocasião das comemorações do 75º aniversário do Ramal de Aveiro; durante a obra, foi colocado um novo painel de azulejos, assinado por Breda. A origem dos azulejos foi a Fábrica Viçorzette, em Águeda.

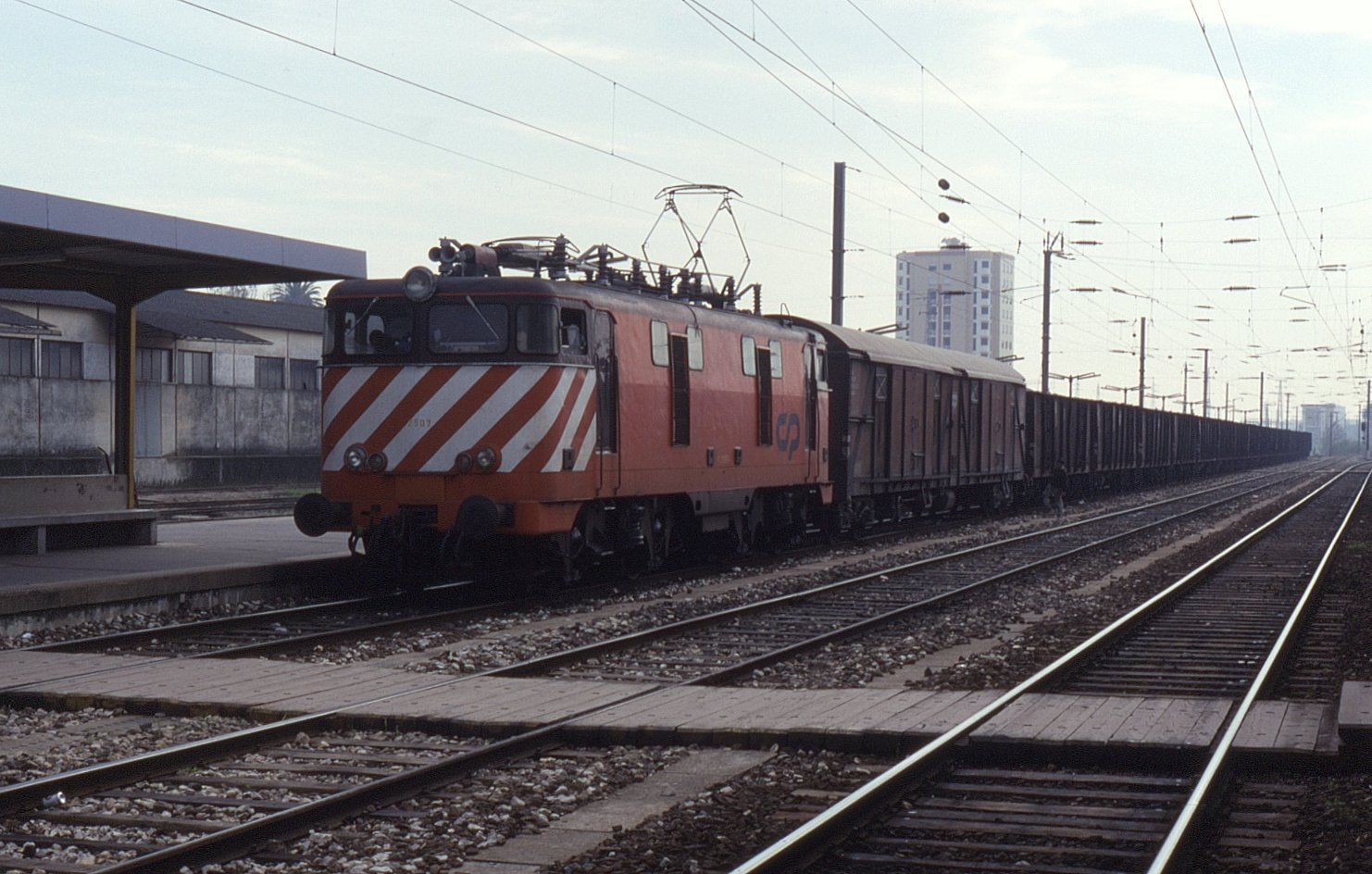
Comboio de mercadorias a passar pela Estação de Aveiro, em 1993

#### Década de 1990
Em 1995, a Estalagem da Pateira organizava viagens de comboio entre Aveiro e Macinhata do Vouga, com visita ao núcleo museológico daquela estação.
Na década de 1990, a empresa Caminhos de Ferro Portugueses iniciou um novo programa de modernização da Linha do Norte, que também contemplava o percurso entre Aveiro e Gaia. No ano de 2000, foram colocados mais dois painéis de azulejos, nas instalações sanitárias, tendo o autor sido F. Lista, e os azulejos vieram da Fábrica Artecer, de Vila Nova de Gaia.

### Século XXI

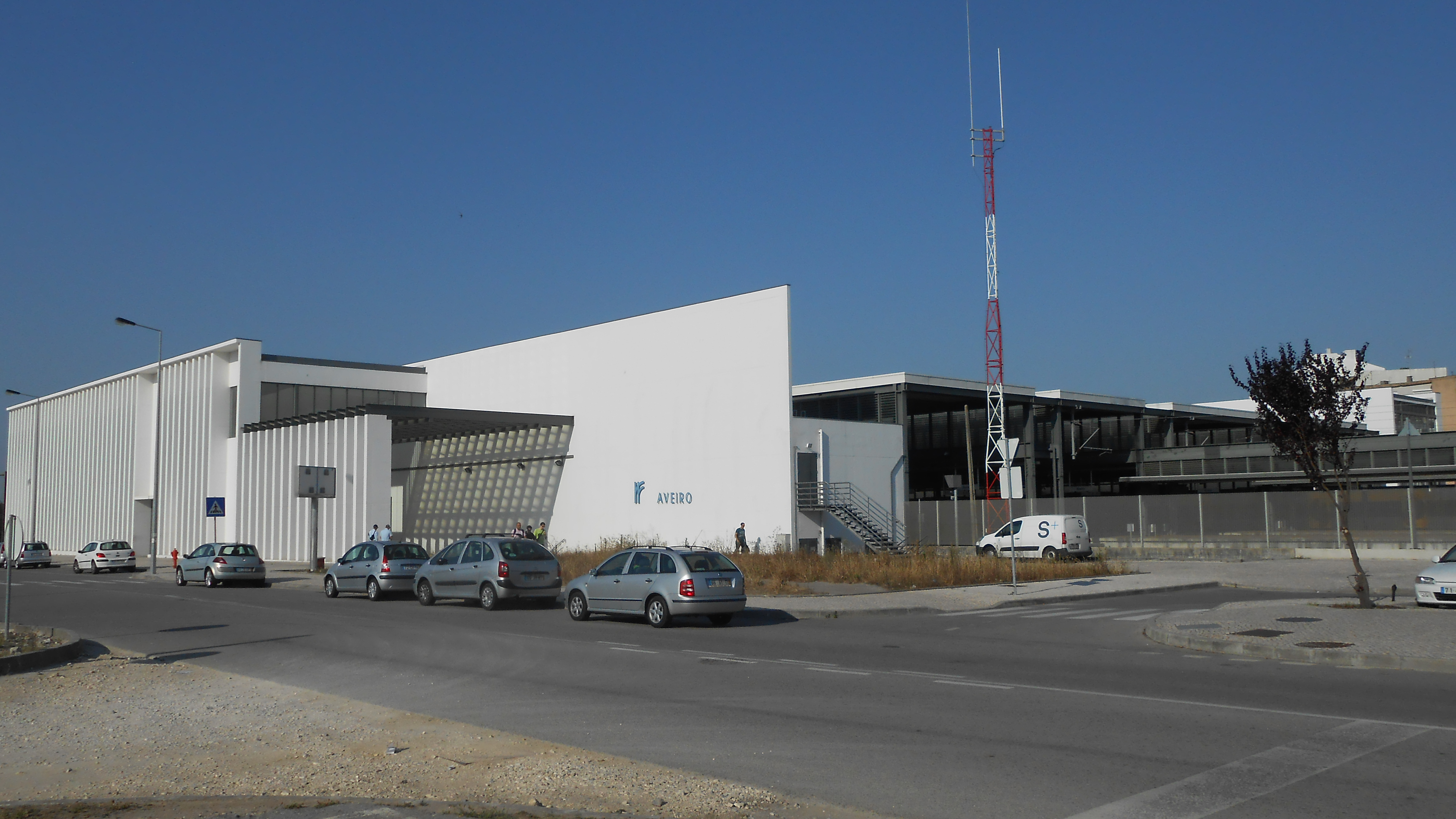
Novo edifício da estação de Aveiro

No dia 2 de Janeiro de 2000, foi interrompida temporariamente a circulação na Linha do Norte entre Aveiro e Coimbra, devido a chuvas fortes na zona da Pampilhosa, que provocaram inundações na via férrea.
Em finais de 2004, foi anunciado que o título intermodal Andante, gerido por várias empresas de transportes na região do Porto, incluindo o operador Comboios de Portugal, iria ser prolongado até à Estação de Aveiro; esta medida teve como objectivo facilitar as deslocações nesta região, e impulsionar o uso do transporte público. Em Agosto de 2005, presidente da Câmara Municipal de Aveiro, Alberto Souto, declarou que a nova estação ferroviária de Aveiro iria entrar em funcionamento na primeira semana de Outubro, passando o antigo edifício a pertencer à Autarquia. No entanto, as bilheteiras continuaram a funcionar na antiga estação, e, até Abril do ano seguinte, não existiam lojas a funcionar na nova gare. Ainda em 2005, foi adjudicada a construção de uma avenida, a ligar a estação à zona da Esgueira, obra que foi orçada em 100 mil Euros e que deveria estar concluída em Setembro. Um túnel rodoviário sob a estação foi inaugurado a 6 de Outubro, mas o tráfego automóvel só se fez num sentido até 19 de Dezembro, quando abriu em ambos os sentidos.
Em Maio de 2006, o presidente da Câmara de Aveiro, Élio Maia, anunciou que se iria instalar uma Colecção de Arte Contemporânea no antigo edifício da Estação de Aveiro. No entanto, em Abril de 2010 este processo ainda se encontrava na fase de negociações, estando então previsto um acordo para breve. A antiga estação fez parte do circuito turístico City Tour, organizado pela Região de Turismo de Aveiro em Julho de 2006. A ligação ferroviária de Alta Velocidade a Aveiro foi discutida em Outubro desse ano, tendo-se previsto uma decisão sobre este assunto apenas no final desse ano; porém, demonstrou-se que era exequível utilizar a estação ferroviária já existente como interface para os serviços de alta velocidade.

### Movimento de mercadorias
Em 1972, esta estação recebia sal, expedido de Vila Real de Santo António, Fuseta, Castro Marim e de Tavira, em regime de grandes volumes (vagões completos).

## Leitura recomendada
- CERVEIRA, Augusto; CASTRO, Francisco Almeida e (2006). Material e tracção: os caminhos de ferro portugueses nos anos 1940-70. Col: Para a História do Caminho de Ferro em Portugal. Volume 5. Lisboa: CP-Comboios de Portugal. 270 páginas. ISBN 989-95182-0-4
- DAHLSTRÖM, Marc (1989). Vapeur Au Portugal (em francês). [S.l.]: Edição do autor. 176 páginas. ISBN 2950249930
- QUEIRÓS, Amílcar (1976). Os Primeiros Caminhos de Ferro de Portugal: As Linhas Férreas do Leste e do Norte. Coimbra: Coimbra Editora. 45 páginas
- SALGUEIRO, Ângela (2008). A Companhia Real dos Caminhos de Ferro Portugueses: 1859-1891. Lisboa: Universidade Nova de Lisboa. 145 páginas